# Ikaris
Ikaris es un personaje ficticio que aparece en los cómics estadounidenses publicados por Marvel Comics. El personaje apareció por primera vez en Eternals # 1 (julio de 1976) y fue creado por Jack Kirby. El personaje es representado como un miembro de una raza humana conocida como el Líder de los Eternos.
En 2019, se anunció que Richard Madden interpretaría a Ikaris en el Universo Cinematográfico de Marvel, debutando en Eternals (2021) y estará en Avengers 5 y en Avengers: Secret Wars.

## Historial de publicación
Ikaris apareció por primera vez en Eternals # 1 (julio de 1976) y fue creado por Jack Kirby.
Neil Gaiman, with artist John Romita, Jr., creó una miniserie de 2006, que ayudó a actualizar el papel de los Eternos en el moderno Universo Marvel. Originalmente solicitado como una serie de seis números, se agregó un problema adicional a la carrera, porque, según el editor Nick Lowe, "había demasiada historia para encajar en la estructura que establecimos para nosotros mismos. Neil comenzó el quinto problema y me dijo que podría necesitar un séptimo número. Simplemente tenía demasiada historia para encajar en seis temas (incluso con el primer y sexto tamaño doble)".
Ikaris también aparece en All-New Invader como un villano, cuando es controlado por el Kree, quien usa el Susurro de Dios sobre él.

## Biografía del personaje ficticio

### Orígenes
Ikaris nació hace más de 20,000 años en Polaria, en el área ahora conocida como Siberia. Él es el hijo de los Eternos Virako y Tulayn. Su verdadero nombre de nacimiento es desconocido.
Cuando la segunda hueste de los Celestiales hundió a la Deviant Lemuria en lo que se conoce como el "Gran Cataclismo", Ikaris guía a un barco de humanos a un lugar seguro. Los humanos confunden a Ikaris con un ave, y (según la historia del Universo Marvel) es recordado como la paloma que guio a Noé a las montañas de Ararat (Eternals vol. 1, # 2).

### Los primeros siglos
Ikaris eligió su nombre debido a un trágico accidente hace cientos de años. Mientras luchaba contra los Deviants en la antigua Grecia, el hombre finalmente conocido como Ikaris se encuentra y se casa con una mujer. Juntos tienen un hijo llamado Ícaro, a quien le encanta volar con su padre por encima de los mares y montañas de Grecia. Con el tiempo, el Eterno le construye a su hijo un juego de alas mecánicas para que el niño pueda volar solo.
Cuando su padre desaparece mientras lucha contra los Deviants, el joven Icarus lo busca usando las alas mecánicas. Demasiado inexperto para volar solo, el joven Ícaro se eleva demasiado alto, pierde la conciencia en la atmósfera superior y cae a su muerte. Al encontrar a su hijo muerto, el padre Eterno toma el nombre de su hijo, Ikaris, en su memoria.
Alrededor del año 1000 DC, Virako, el padre de Ikaris, muere en batalla contra el Deviant Dromedan. Ikaris es adoptado por su tío Valkin, quien le revela su hogar secreto en el Ártico, la Pirámide de los Vientos.
En algún momento durante los primeros siglos, Ikaris y los Eternos entraron en conflicto con el mutante inmortal, Apocalipsis. Este conflicto terminaría con Ikaris y los Eternos derrotándolo, e Ikaris creyendo que el Apocalipsis está muerto.
En 1823, como parte de la preparación de los Eternos para la venida de la Cuarta Hueste de los Celestiales, Zuras ordena a Ikaris que perfeccione sus sentidos cósmicos en anticipación de su venida. Cuando se acercan, Ikaris recibe la orden de ir a la Ciudad de los Dioses del Espacio y revivir al eterno Ajak dormido para saludarlos.

### Era moderna
Cuando los Celestiales llegan a la Tierra alrededor de un siglo y medio después, Ikaris tiene éxito en esta misión con la ayuda del arqueólogo humano Dr. Daniel Damián y su hija, Margo. Ikaris es testigo de la llegada de la Cuarta Hueste Celestial a la Tierra. Luego se revela públicamente a sí mismo como lo hacen todos los Eternos. Más tarde lucha contra un robot "Hulk cósmico", y lucha contra Dromedan. Durante la Cuarta Hueste, el hijo de Valkin, Druig, captura y tortura a Ikaris para obligarlo a revelar la ubicación de la Pirámide de los Vientos. Ikaris alcanza a Druig y lo mata, pero no antes de que Druig pueda disparar un arma a un Celestial; El Celestial, sin embargo, está ileso.
Más tarde, se encontró con Thor por primera vez. Luego participó en una batalla entre los Eternos y los Dioses Olímpicos derrotando a Ares. Poco tiempo después, se enteró de la desaparición de Zuras, el Prime Eterno (líder de los Eternos de la Tierra).
Más tarde, se reveló cómo Ikaris se encontró con los Inhumanos Ikaris fue capturado más tarde con los otros Eternos por un ejército de Deviant. Se unió a los otros Eternos y Iron Man (Jim Rhodes) para derrotar a los Deviants. Después de eso, Ikaris luchó contra Maelstrom junto a los otros Eternos y los Vengadores. Después de la batalla, fue seleccionado por Uni-Mind para permanecer en la Tierra.
Durante su larga vida, Ikaris también intenta ser un líder justo y justo de los Eternos, pero ha abandonado las tradiciones Eternas para asumir un papel activo y público en la protección de la raza humana. Incluso ha adoptado una identidad humana única al convertirse en un luchador profesional con la Federación de Lucha de Clase Ilimitada como "Iceberg" Ike Harris. Ikaris y su compañera Eterna Thena se han sentido muy disgustados el uno con el otro durante mucho tiempo, y se encuentran entrando en conflicto cuando se la nombra Prime Eterno. Al cuestionar su valía como Prime Eterno, Ikaris la enfrenta en el Salón del Juicio Eterno y la derrota, convirtiéndose en el nuevo Prime Eterno. Ikaris luego luchó contra Ghaur junto a los Eternos, Thor y los Vengadores de la Costa Oeste. También sepultó a Margo Damián cuando la mataron.
Más tarde, con los otros Eternos, Ikaris capturó al Silver Surfer en nombre del Alto Evolucionador. Algún tiempo después de eso, fue capturado por el líder Deviant, el Hermano Visara, y luego liberado por Kro. Ikaris expuso al Dr. Damian como el enemigo de los Eternos y, como resultado, luchó contra un Ajak transformado.
Cuando la eterna Sersi se enfermó de la enfermedad de Mahd Wy'ry, una enfermedad eterna degenerativa e incurable, Ikaris y otros eternos intentaron llevarla a Olimpia y realizar un rito de limpieza. Sin embargo, Sersi rechazó la idea, basándose en que el ritual estaba diseñado para matar al Eterno infectado, y solicitó a su familia que realizara el vínculo de Gann Josin entre ella y su amante, el Caballero Negro. Ikaris estaba furioso por la idea y realizó el vínculo sin el consentimiento del Caballero.
En la serie The New Eternals, Ikaris aún retiene el título de Prime Eterno. Ikaris y el antiguo némesis de los Eternos, Apocalipsis, regresaron para detonar una ojiva nuclear en el Deviant Lemuria. Hace que el padre de Ikaris, Virako, vuelva a la vida. Ikaris se enfrenta y lucha contra el Apocalipsis. Aunque Ikaris es derrotado por Apocalipsis, Ikaris aún logra destruir su nave y frustrar el plan de Apocalipsis. Virako se horroriza al encontrar a los Eternos aceptando Deviants como Ransak el Rechazado y Karkas. Bajo el alias de "Soberano", presenta a los Eternos al mundo como un equipo de superhéroes llamado "Nueva Raza".

### Eternos miniseries (2006)
Ikaris aparece en la miniserie Marvel Eternals, escrita por Neil Gaiman y dibujada a lápiz por el artista John Romita, Jr.. Los Eternals son víctimas de la manipulación de la memoria y la realidad por parte del antiguo Eterno Sprite, y por lo tanto han olvidado su verdadera identidad. Ikaris visitó a Mark Curry, para intentar despertar / recordar su pasado, pero lo reprendió. Aunque Ikaris (llamándose a sí mismo Ike Harris) es capturado y atomizado por los Deviants Gelt y Morjak, su cuerpo reaparece en la parte inferior de la ciudad antártica (ficticia) de Olympia. Con su cuerpo y poderes totalmente restaurados por la ciudad sensible, Ikaris recupera sus recuerdos y se propone despertar a sus semejantes Eternos a sus verdaderas identidades. Después de una batalla prolongada, por fin une a los pocos Eternos presentes. Luego planea formar un equipo con Makkari y volver a despertar a los otros noventa Eternos.

### Eternos - Volumen 4
Al final del último volumen, Makkari ha sido elegido como el "elegido" con el que se despierta el Despierto Celestial Soñador. Esto es muy frustrante para Ajak porque ha pasado toda su existencia en comunión con los Celestiales, su lenguaje y lo que significa su presencia. En las conversaciones entre Makkari y el Sueño Celestial, descubrimos que los Celestiales escogen o crean un planeta y lo siembran con formas de vida. Luego crean 100 eternos y 100 desviados. Los Celestiales vigilan atentamente el planeta y analizan cuál de las dos razas influye más en las formas de vida. Esto se hace en servidumbre del Fulcro. Si la influencia de los Deviants tiene más protagonismo, los Celestiales envían a la Horda para erradicar la carrera y comienzan de nuevo. Si son los Eternos, los Celestiales permiten que la bondad fluya de vuelta al Fulcro, que los Celestiales parecen servir. Estas conversaciones entre Makkari y el Celestial Soñador tienen lugar en un plano diferente de la existencia y hacen que el cuerpo de Makkari se apague, aparentemente casi muriendo, lo que preocupa a Sersi porque ella cree que él es adicto a este estado. También vemos aquí el origen del Sueño Celestial y cómo los demás Celestiales lo pusieron a dormir.
A continuación, la historia comienza con Thena e Ikaris, tratando de encontrar a todos los demás Eternos amnesia y recordándoles quiénes son. Ellos encuentran que Druig, quien ahora es el gobernante de Vorozheika, está realizando un esfuerzo similar. Druig está utilizando una fuente secreta para encontrar a los Eternos y está ganando en el concurso de encontrar y convertir más Eternos a su causa. Ikaris y Thena se acercan a Phastos, quien cree que es un ingeniero en Suecia llamado Phillip Voss. Thena intenta activar su memoria con preguntas sobre su pasado con el pretexto de que ella e Ikaris son abogados que ejecutan la voluntad de un familiar fallecido del Sr. Voss. Esta estrategia demuestra ser un fracaso e Ikaris solo quiere forzar los recuerdos de los Eternos que han perdido sus recuerdos, pero esto también causa problemas, ya que reaccionan violentamente a que su mundo esté al revés de esta manera.
Luego vemos que Thena, antes de su viaje con Ikaris para visitar a Phastos, deja a su hijo Joey Eliot al cuidado de su padre: Zuras, que parece un poco distraída. Zuras comienza a explorar y mostrar las diferentes partes del hábitat de los Eternos con Joey. Es aquí donde aprendemos que la Horda de la que ha hablado el Celestial Soñador, que viene a la Tierra, ya tiene un agente en la Tierra que está vinculado a un humano a través de una relación simbiótica. Esto resulta ser el hijo de Thena, Joey. Luego se ve a Joey entrando en un estado de trance cuando se ven áreas nuevas e inexploradas del hábitat e información y se transmite esa información a la Horda. Sersi investiga y descubre esto a través de rastrear una señal que se envía desde el hábitat a la Horda y ella informa a Zuras de este hecho. Zuras se burla de esta noción y la vida de Joey se termina con el simbionte que determina que ha sido detectado.
Makkari se entera de Joey y su muerte del Celestial Soñador. Inmediatamente va al hábitat de los Eternos: Olimpia. Luego, Ajak aparece en la escena de una fiesta parecida a "Burning Man", que se celebra al pie del celestial soñador. Ataca y dispersa a los fieles allí y es contactado por el equipo de ataque de Iron Man llamado la Orden. Ajak usa un "truco mental jedi" para enviar a la Orden, e Ikaris aparece para encerrarlo en la fortaleza de Druig. Ajak está de acuerdo y pronto se pone a trabajar para encontrar a Gilgamesh. Ajak lo encuentra y lo convence de que Thena e Ikaris están poseídos por los Deviants y su influencia. Finalmente, Gilgamesh ataca a Makkari y lo golpea violentamente, dejando que termine su ataque contra otros Eternos. Ajak aparece después del ataque de Gilgamesh y atomiza a Makkari, sabiendo que se le dará un nuevo cuerpo y se regenerará en una de las cámaras en el Olimpo como la que su raza ha usado durante miles de años. La muerte de Makkari lo hace necesario para que el Celestial Soñador, que no tiene a nadie con quien comunicarse, use un dispositivo a prueba de fallos que hace que todos los humanoides duerman en el planeta, excepto Eternos y Deviants.
Gilgamesh reanuda su ataque cuando llega al Olimpo y Thena apenas lo derrota, pero solo después de que destruye la cámara de montaje que Makkari necesita para reconstituir. Luego, Sersi ataca a Celestial Soñador y le dicen que se le dieron poderes elevados para cuidar a Makkari mientras él ayudaba a Dreaming Celestial a catalogar a todos los seres con superpoderes del planeta. Luego usa sus poderes para reconstituir Makkari, lo que detiene la necesidad de la prueba de fallos del Sueño Celestial. Y sorprendentemente cuando todos los humanos se despiertan de su sueño, también lo hace Joey Eliot, poniendo fin a la tristeza de Thena por la pérdida de su hijo. El Observador menciona al Sueño Celestial que el niño estaba muerto y el Sueño Celestial lo revivió. The Dreaming Celestial responde que el niño estaba dormido como el resto de los humanos y simplemente se despertó cuando el resto lo hizo. El Observador objeta y luego se da cuenta de que el Sueño Celestial ha hecho esto como un acto de bondad, explicado como el niño simplemente dormido como el resto de los humanos.

### Muerte
Más tarde, cuando la Hueste Final llegó a la Tierra, Ikaris junto con todos los Eternos se suicidaron después de darse cuenta del verdadero propósito para el que fueron creados. Era el último Eterno que aún estaba vivo cuando Iron Man y Doctor Strange viajaron a las Montañas de Grecia, para tratar de obtener algunas respuestas de Los Eternos. Antes de su muerte, les contó a los héroes el motivo del suicidio masivo.

## Poderes y habilidades
La fuerza vital de Ikaris se ve aumentada por la energía cósmica y tiene un control mental total sobre su forma física y sus procesos corporales, incluso cuando está dormido o inconsciente. Como resultado, es virtualmente inmortal, inmune a las enfermedades y al envejecimiento, e invulnerable a las formas convencionales de lesión. Si Ikaris se lesionara de alguna manera, podría regenerar cualquier tejido lesionado o perdido. La energía cósmica refuerza el metabolismo de Ikaris para que no se canse de ningún esfuerzo físico. Puede resistir temperaturas extremas a través de la concentración mental.
Ikaris puede levitar a sí mismo manipulando mentalmente los gravitones a su alrededor. También puede levitar a otras personas y objetos, incluso mientras se levita a sí mismo. Ikaris puede volar a través de la auto levitación a aproximadamente 850 millas por hora, una velocidad que la mayoría de los otros Eternos no pueden igualar.
Ikaris tiene habilidades psíquicas de bajo nivel, lo que le permite escanear los pensamientos superficiales de cualquier mente menos adepta que la suya. Mentalmente puede crear ilusiones para disfrazarse. Ikaris también puede manipular psiónicamente átomos y moléculas para transformar la forma de un objeto. Sin embargo, Ikaris es solo un adepto de segundo nivel en una escala de cinco niveles (el quinto nivel es el más alto) en esta disciplina. Puede reorganizar las moléculas en el aire para crear un escudo prácticamente impenetrable sobre sí mismo.
Ikaris puede proyectar energía cósmica en forma de rayos desde sus ojos o rayos y destellos de sus manos. Esta energía cósmica, almacenada en enclaves especializados de células en su cuerpo, puede usarse como fuerza, calor, luz y posiblemente otras formas de energía electromagnética. Ikaris puede proyectar una fuerza de conmoción máxima de al menos 260 libras por pulgada cuadrada. Puede proyectar calor a una temperatura máxima de al menos 3.000 grados Fahrenheit, lo suficientemente caliente como para derretir el hierro. Le lleva aproximadamente un minuto alcanzar esta temperatura máxima. Debido a que los rayos de calor de Ikaris pueden vaporizar objetos sólidos, a menudo se los llama rayos de desintegración. El rango máximo para sus rayos de energía es de aproximadamente 200 pies. Ikaris es un adepto de cuarto nivel en una escala de cinco niveles (el quinto nivel es el más alto) en esta disciplina. El gasto de energía cósmica de esta manera continuamente durante varias horas agotará temporalmente la fuerza física de Ikaris, pero no su resistencia a las lesiones, aunque aumentará temporalmente su sensibilidad al dolor. Volverá rápidamente a la normalidad después de que se termine ese gasto energético tan prolongado.
Ikaris puede teletransportarse psíquicamente, pero prefiere no hacerlo, ya que, como otros Eternos, encuentra que el proceso de auto-teleportación es físicamente desagradable. También puede teletransportarse a otras personas junto con él mismo.

## Otras versiones

### Marvel 2099
Hay una versión futura alternativa de Ikaris en el universo Marvel 2099. Aparece en 2099: Destino Manifiesto.

### El Eterno
Chuck Austen escribió The Eternal, una serie de Marvel MAX 2003-2004 que mostraba la llegada de los padres de Ikaris a la Tierra, en esta versión Ikaeden y Jeska, y su plan para la historia involucraba "retroceder en el tiempo para ver el nacimiento y desarrollo de Ikaris Tierra, conozca a sus padres, y luego [nosotros] avanzamos hacia el tiempo contemporáneo".

## En otros medios

### Televisión
- Ikaris aparece en Marvel Knights: Eternals, con la voz de Trevor Devall.[34]

### Película
- En abril de 2018, Kevin Feige anunció que Eternals había comenzado su desarrollo, con un enfoque en Ikaris junto con Sersi como sus personajes centrales.[35][36] En mayo de 2018, Matthew y Ryan Firpo fueron contratados para escribir el guion del proyecto.[37] A fines de septiembre, Marvel contrató a Chloé Zhao para dirigir la película.[38] La filmación comenzó en julio de 2019 en Atlanta.[39] En 2019 SDCC se confirmó que Richard Madden había sido elegido para el papel.[40] En la historia de la película, Ikaris mata a Ajak cuando se da cuenta de que ella quiere ir en contra del plan de Arishem para la Emergencia, que podría destruir la vida en la Tierra. El traiciona al resto de los Eternos y se produce una feroz batalla. Él persigue a Sersi, quien está tratando de transmutar al Celestial emergente, pero no se atreve a eliminarla porque todavía la ama profundamente. Al darse cuenta del error de sus caminos y no poder perdonarse a sí mismo, vuela hacia el sol, al igual que su homónimo mitológico.

### Serie web
- Ikaris aparece en Marvel Heroes MMO: Chronicles of Doom, con la voz de Wally Wingert.
- Ikaris aparece como personaje jugable en Marvel Contest of Champions.